# Anelaphus yucatecus
Anelaphus yucatecus es una especie de escarabajo longicornio del género Anelaphus, categorizada en la tribu Elaphidiini, de la subfamilia Cerambycinae. Fue descrita por Chemsak & Noguera en 2003.

## Descripción
Mide 10,5-12,5 mm de longitud.

## Distribución
Se distribuye por América del Norte: México.